# Коламбия-Хайтс (станция метро)

Коламбия-Хайтс (англ. Columbia Heights) — подземная пересадочная станция Вашингтонгского метро на Жёлтой и Зелёной линиях. Она представлена одной островной платформой. Станция обслуживается Washington Metropolitan Area Transit Authority. Расположена в районах Коламбия-Хайтс и Маунт-Плезент на пересечении 14-й улицы и Ирвинг-стрит, Северо-Западный квадрант Вашингтона. Пассажиропоток — 4.890 млн. (на 2011 год). Коламбия-Хайтс является наиболее загруженной станцией вне делового центра города (Даунтауна Вашингтона).
Станция была открыта 18 сентября 1999 года.
Открытие станции было совмещено с открытием ещё одной станции — Джорджия-авеню — Пэтворс. Зелёной линией станция обслуживается постоянно. С 2006 года Жёлтая линия обслуживает станцию только в не часы пик и в выходные дни, а также такие станции: Шоу — Ховард-юниверсити, Ю-стрит, Джорджия-авеню — Пэтворс и Форт-Тоттен.